# Pietro Barliario
Pietro Barliario, personaggio semi-leggendario (Salerno, 1055 – marzo 1148), è stato un medico e alchimista italiano, studioso di testi di magia della tradizione araba.

## Biografia
Poche e scarne sono le notizie certe sulla sua vita, tanto che molti degli episodi noti sono, assai probabilmente, delle leggende raccolte dai posteri per esaltare o esecrare la sua figura; c'è chi addirittura sostiene che non sia mai esistito.
A volte la volgarizzazione del nome in Bailardo o Baialardo, ha ingenerato confusioni con Pietro Bailardo o Pietro Abelardo
Pietro nacque a Salerno da famiglia agiata ma non ricca, e sin dalla gioventù nutrì una gran predilezione per le arti magiche, quasi sicuramente accompagnate allo studio della medicina (erano gli anni in cui la Scuola Medica Salernitana era nel pieno del suo fulgore). Di lui si racconta che, in breve tempo e grazie ad un patto col diavolo, divenne un potente stregone, tanto da far innamorare di sé le donne più belle grazie a degli speciali filtri magici, di poter cambiare l'acqua in vino, e di far spuntare le corna sulla testa di chi gli era antipatico.

## Tradizione leggendaria

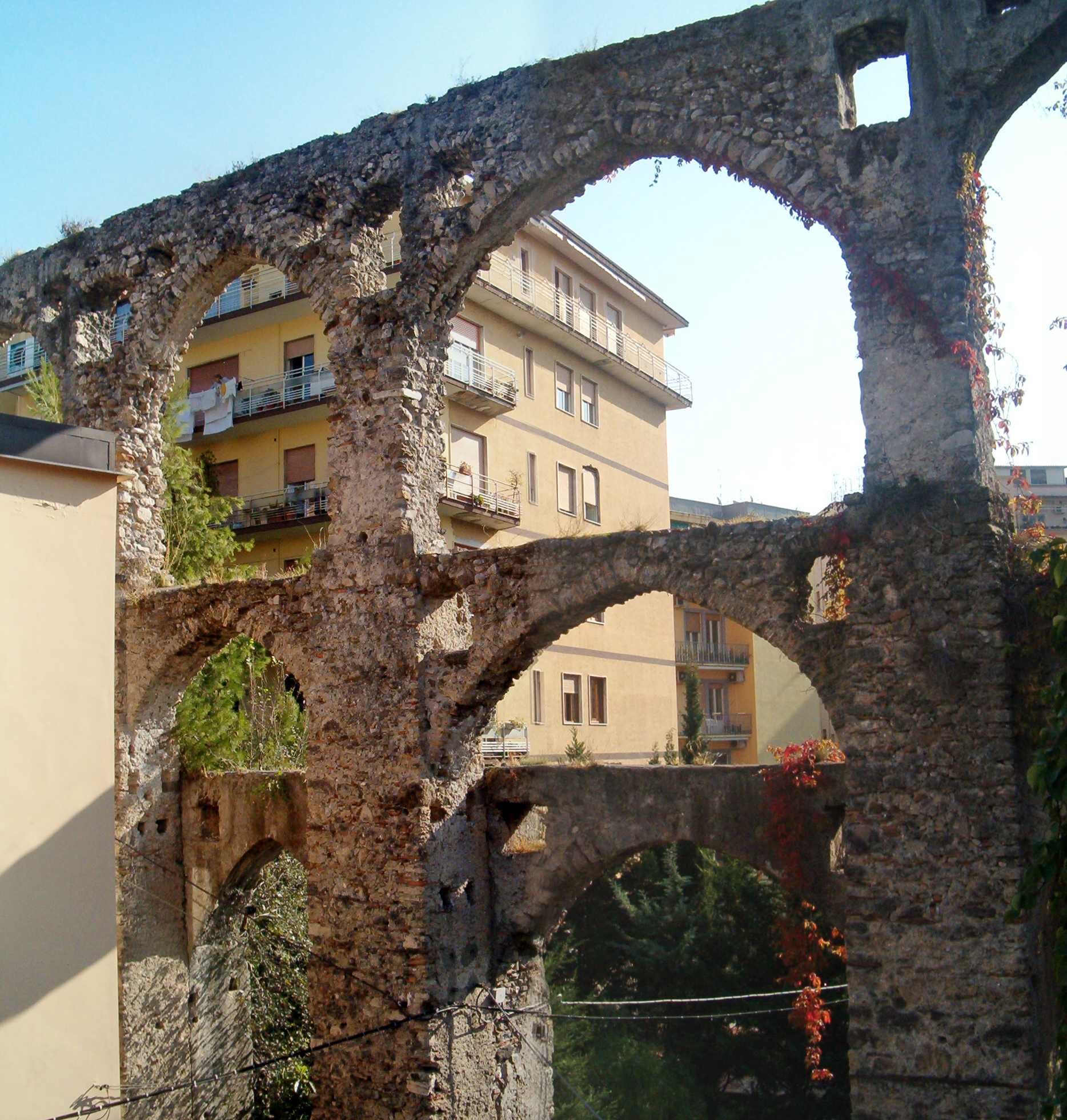
Ponti dei diavoli: acquedotto medievale di Salerno

Stando alla leggenda, l'opera più celebre di Barliario fu la costruzione, in una sola notte di tempesta e con l'aiuto dei demoni, dell'acquedotto medioevale tuttora esistente  a Salerno; tale opera imponente, costruita su un dirupo ed facente per la prima volta uso dell'ogiva, dovette impressionare non poco il popolo salernitano, la cui fantasia ne attribuì la costruzione a una mano "diabolica". Tale superstizione perdurò almeno fino ai primi del Novecento, quando ancora si riteneva che andare sotto gli archi all'imbrunire avrebbe comportato l'incontro con gli spiriti maligni.
Secondo il racconto il Diavolo, amico di Barliario in tante malefatte, si vendicò di lui in maniera atroce. Un giorno in cui il mago era assente, due suoi nipoti (un'altra versione parla di figli), Fortunato e Secondino, rimasti soli nel laboratorio, vi rimasero a giocare per passare il tempo: ma, aperto un libro magico (o, più verosimilmente, toccando delle sostanze sicuramente tossiche) caddero morti, colpiti da sincope.
Quando Pietro tornò a casa e scoprì i due corpicini, ne impazzì letteralmente per il dolore: nel giro di pochi giorni divenne spaventosamente più vecchio. Passava tutto il tempo a piangere e a fissare il vuoto, o il pavimento su cui aveva fatto la tragica scoperta finché, vinto dal dolore, si trascinò nella vicina Chiesa di San Benedetto, dove si gettò ai piedi del crocifisso dipinto che era sull'altare.
Scalzo e vestito di cenci, per tre giorni e tre notti il mago rimase a vegliare e pregare ai piedi della sacra immagine, piangendo e battendosi il petto con una pietra per penitenza, e chiedendo il perdono dei peccati. E, all'alba del terzo giorno, avvenne il miracolo: il volto del crocifisso alzò la testa ed aprì gli occhi, in segno di perdono.
Da quel momento in poi, Pietro cambiò completamente la propria vita, diventando monaco ed entrando stabilmente in quello stesso Monastero di San Benedetto, ove visse il resto della sua lunghissima vita.
Questa leggenda, tramandata dapprima oralmente (solo nel XIX secolo ne vennero scritte poesie e drammi) divenne ben presto popolarissima. Il Miracolo di Barliario attirò in città moltissimi pellegrini, desiderosi di ammirare o pregare davanti all'immagine miracolosa di Cristo. L'afflusso di gente fu tale che, oltre ai fedeli stessi, confluirono in città anche molti artigiani e mercanti di vario genere: da qui nacque la Fiera del Crocifisso, che si svolge ancor oggi i quattro venerdì di Quaresima.
Una leggenda di ben diverso tenore vuole che sotto gli archi si siano incontrati i quattro mitici fondatori della Scuola Medica Salernitana, ma la leggenda sulla mano demoniaca di Barliario ebbe tanto effetto, che ancora oggi l'acquedotto è chiamato Ponti del Diavolo.

## Ultimi anni
Dopo l'episodio miracoloso del Crocifisso, Pietro Barliario visse molti anni ancora nel Monastero di San Benedetto, morendo in età assai avanzata: la tradizione popolare vuole che sia morto a novantatré anni d'età nel marzo 1148, il venerdì santo. Venne sepolto insieme alla moglie nella stessa chiesa dov'era avvenuto il miracolo, ai piedi del Crocifisso miracoloso.
Quest'ultimo, dopo aver subito gravi danni a causa di un incendio nel XVIII sec., è conservato nel locale Museo diocesano.
Purtroppo, le varie vicissitudini che la Chiesa di San Benedetto ha dovuto subire durante i secoli non hanno risparmiato nemmeno Pietro Barliario: attualmente (2022) non v'è più traccia della sua sepoltura, né di quella della moglie.

## Barliario nella letteratura
- Matteo Sgritta, L'eroe del male, Lettere Animate editore, 2018, ISBN 9788871122908. Thriller liberamente ispirato alla figura di Pietro Barliario e alla sua leggenda.
- Il personaggio di Pietro Barliario è protagonista del racconto gotico Die Teufelsbeschwörung dello scrittore tedesco Leonhard Wächter (1762-1837) conosciuto anche sotto lo pseudonimo di Veit Weber. Fu pubblicato per la prima volta nel 1790, nel quarto volume della sua opera maggiore, Sagen der Vorzeit (7 volumi, Berlino, 1787–98). Il racconto venne tradotto in inglese nel 1795 con il titolo The Sorcerer: A Tale. From the German of Veit Weber. Negli anni successivi comparirà in forma ridotta in diverse riviste letterarie, sia inglesi ("The Literary Magnet, or Monthly Journal of the Belles Lettres" Vol. II, 1826) che americane ("The Atheneum; or, Spirit of the English Magazines" Nov. 15, 1826, "Brother Jonathan" Ago. 27, 1842) e nella raccolta "Legends of Terror! and Tales of the Wonderful and the Wild" (edizione del 1845). In tutte queste edizioni, compresa l'originale tedesca di Weber, il cognome Barliario è sempre scritto erroneamente come Barliardo.